# Live in Tokyo (album, The Crimson ProjeKCt)
Live in Tokyo je koncertní album rockové skupiny The Crimson ProjeKCt, jednoho z vedlejších projektů kapely King Crimson. Bylo vydáno v únoru 2014 vydavatelstvím Inside Out Music.
Deska Live in Tokyo představuje jediný oficiální koncertní záznam The Crimson ProjeKCt, který byl nahrán na vystoupeních 15.–17. března 2013 v tokijském klubu Club Citta'. Během nich zazněly písně z repertoárů King Crimson, především z 80. let a z poloviny 90. let 20. století. Pouze dvě skladby pocházely z původního období existence této kapely, ze 70. let.

## Seznam skladeb
| Pořadí         | Název                            | Autor                                          | Původní album                  | Délka |
| -------------- | -------------------------------- | ---------------------------------------------- | ------------------------------ | ----- |
| 1.             | B'Boom                           | Belew, Bruford, Fripp, Gunn, Levin, Mastelotto | THRAK (1995)                   | 8:54  |
| 2.             | THRAK                            | Belew, Bruford, Fripp, Gunn, Levin, Mastelotto | THRAK (1995)                   | 6:05  |
| 3.             | Three of a Perfect Pair          | Belew, Bruford, Fripp, Levin                   | Three of a Perfect Pair (1984) | 3:59  |
| 4.             | Dinosaur                         | Belew, Bruford, Fripp, Gunn, Levin, Mastelotto | THRAK (1995)                   | 5:11  |
| 5.             | Industry                         | Belew, Bruford, Fripp, Levin                   | Three of a Perfect Pair (1984) | 8:35  |
| 6.             | Elephant Talk                    | Belew, Bruford, Fripp, Levin                   | Discipline (1981)              | 4:49  |
| 7.             | VROOOM VROOOM                    | Belew, Bruford, Fripp, Gunn, Levin, Mastelotto | THRAK (1995)                   | 5:12  |
| 8.             | Sleepless                        | Belew, Bruford, Fripp, Levin                   | Three of a Perfect Pair (1984) | 6:12  |
| 9.             | Larks' Tongues in Aspic, Part II | Fripp                                          | Larks' Tongues in Aspic (1973) | 6:26  |
| 10.            | Indiscipline                     | Belew, Bruford, Fripp, Levin                   | Discipline (1981)              | 8:56  |
| 11.            | Red                              | Fripp                                          | Red (1974)                     | 6:11  |
| 12.            | Thela Hun Ginjeet                | Belew, Bruford, Fripp, Levin                   | Discipline (1981)              | 6:24  |
| Celková délka: | Celková délka:                   | Celková délka:                                 | Celková délka:                 | 76:53 |

## Obsazení
- Adrian Belew – kytara, zpěv
- Tony Levin – baskytara, Chapman Stick
- Pat Mastelotto – akustické a elektronické bicí a perkuse
- Markus Reuter – Touch guitar, Soundscapes
- Julie Slick – baskytara
- Tobias Ralph – akustické bicí

Skladby č. 5 a 7 zahráli Stick Men (Levin, Mastelotto, Reuter), skladbu č. 9 zahráli Stick Men a Adrian Belew (kytarové sólo).